# 小行星27397
小行星27397（27397 D'Souza）是一颗绕太阳运转的小行星，为主小行星带小行星。该小行星于2000年3月发现。

## 轨道参数
小行星27397的轨道半长轴为390 186 017 km，2.6081953 UA，离心率为0.110。